# Baron (Dukun)
Baron is een bestuurslaag in het regentschap Gresik van de provincie Oost-Java, Indonesië. Baron telt 1778 inwoners (volkstelling 2010).